# Sceptrum Brandenburgicum

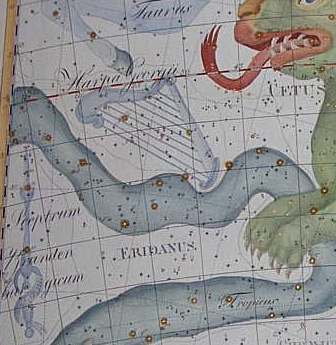
Sceptrum Brandenburgicum y Harpa Geogii.

Sceptrum Brandenburgicum, el cetro de Brandeburgo, es una antigua constelación creada por el astrónomo alemán Gottfried Kirch con estrellas que se encuentran entre Eridanus y Lepus en 1688 para honrar a la provincia prusiana de Brandenburgo y su familia real (de ahí el nombre de la constelación). Muy pocos astrónomos la incluyeron en sus atlas celestes. Entre ellos destacan el también alemán Johann Elert Bode y el astrónomo norteamericano Elijah Burritt. A partir de mediados del siglo XVII dejó de usarse.
Sus estrellas pertenecen en la actualidad a Eridanus, aunque su nombre fue parcialmente heredado por una de sus más brillantes estrellas, Sceptrum, que en la actualidad lleva la designación 53 Eridani. El nombre Sceptrum para esta estrella está en uso todavía.